# Anatoli Liadov

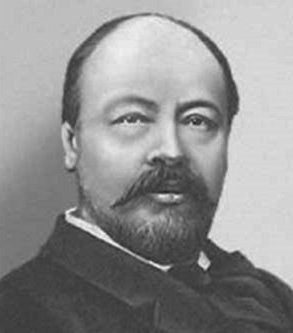
Anatoli Liadov.

Anatoli Konstantinovitch Liadov (em russo:  Анато́лий Константи́нович Ля́дов; São Petersburgo, 12 de maio [Calend. juliano: 30 de abril] 1855 – 28 de agosto [Calend. juliano: 15 de agosto] 1914) foi um compositor, professor e maestro russo.

## Biografia
Liadov nasceu em 1855, em São Petersburgo, em uma família de eminentes músicos russos. De 1860 a 1868 ele foi ensinado informalmente por seu padrasto, o maestro Konstantin Liadov, e  em 1870 entrou no Conservatório de São Petersburgo para estudar piano e violino.
Ele logo abandonou o estudo instrumental para se concentrar no contraponto e na fuga, embora permanecesse um excelente pianista. Seu talento musical foi reconhecido por, entre outros, Modest Mussorgski, e durante a década de 1870 ele se associou aos compositores do Grupo dos Cinco. Ele matriculou-se nas aulas de composição de Nikolai Rimski-Korsakov, mas foi expulso por absenteísmo em 1876. Em 1878 ele foi readmitido, para ajudá-lo a completar sua composição de graduação.

### Família
- avô do lado de seu pai - Nikolai G. Liadov (em russo: Николай Григорьевич Лядов), maestro da Sociedade Filarmônica de São Petersburgo.
- pai - Konstantin Liadov (russo: Константин Николаевич Лядов) - maestro-chefe da Companhia Ópera Imperial
- mãe - V. Antipova - pianista.
- irmã - Valentina K. Liadova (em russo: Валентина Лядова) - atriz dramática.
- o primeiro marido da irmã - Mikhail Sariotti (em russo: Михаил Сариотти), famoso cantor de ópera russo; o segundo marido dela foi Ivan Pomazanski (em russo: Иван Помазанский), um  conhecido músico russo.
- tio (irmão do pai) - Alexander Liadov (1818–1871; em russo: Александр Николаевич Лядов), maestro da orquestra do Salão Imperial.
- prima - Vera Liadova-Ivanova (em russo: Вера Александровна Лядова-Иванова), uma famosa atriz e cantora russa, que ficou famosa nas operetas e casou-se com o famoso bailarino e coreógrafo Lev Ivanov.

### Professor
Ele ensinou no Conservatório de São Petersburgo a partir de 1878, e seus alunos incluíram Sergei Prokofiev, Nikolai Miaskovski, Mikhail Gnesin, Lazare Saminski e Boris Asafiev. Com relação à sua personalidade, ele era um variável mas às vezes brilhante instrutor. O maestro Nikolai Malko, que estudou harmonia com ele no Conservatório, escreveu: "Os comentários críticos de Liadov sempre foram precisos, claros, compreensíveis, construtivos e breves (...) E isso era feito indolentemente, sem pressa, às vezes aparentando desdém. Ele podia interromper-se no meio de uma frase, tirar algo como pequenas tesouras do bolso, e começar a fazer algo com suas unhas, enquanto todos nós esperávamos."
Igor Stravinsky observou que Liadov era tão rígido consigo mesmo quanto era com seus alunos, escrevendo com grande precisão e exigindo grande atenção aos detalhes. Prokofiev lembrou que até mesmo as inovações musicais mais inocentes deixavam o conservador Liadov enraivecido. "Pondo as mãos nos bolsos e balançando os sapatos macios de lã sem salto, ele dizia: "Não entendo por que você está estudando comigo. Vá para Richard Strauss. Vá para Debussy." Isso era dito em um tom que significava "Vá ao diabo!". Ainda assim, Liadov comentou a seus conhecidos sobre Prokofiev. "Eu sou obrigado a ensiná-lo. Ele deve formar sua técnica, seu estilo - primeiro na música de piano." Em 1905 ele renunciou brevemente por conta da demissão de Rimski-Korsakov, mas retornou ao posto quando Rimski-Korsakov foi reintegrado.

### Glazunov, Beliaiev e Tchaikovski

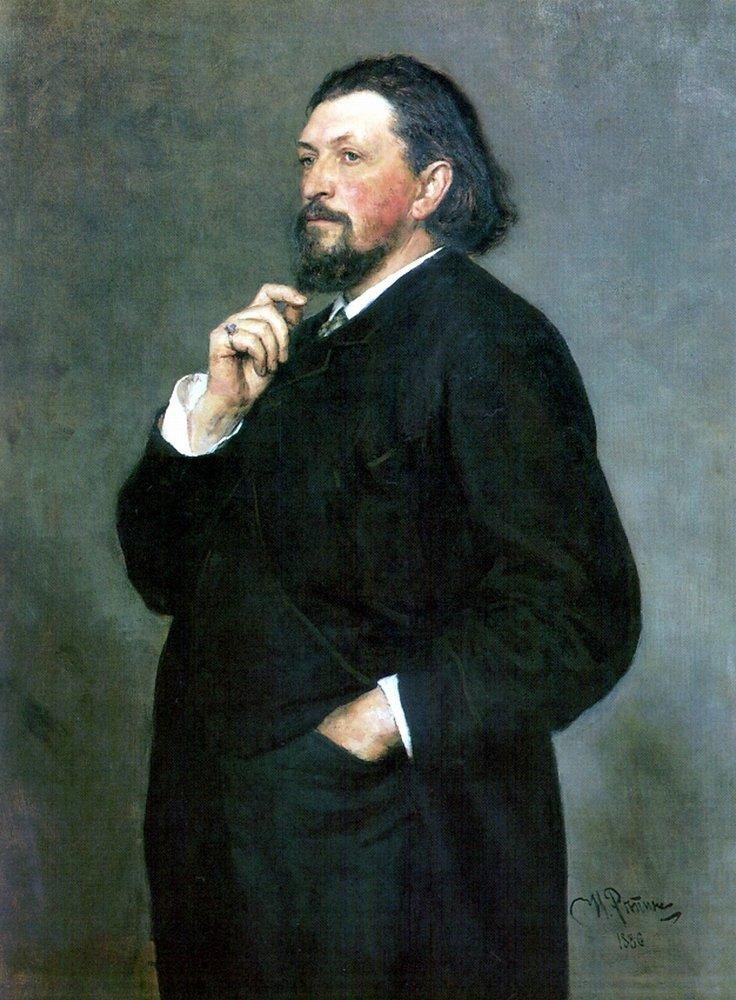
Retrato de M. P. Beliaiev, de Ilia Repin (1886)

Liadov apresentou o milionário e filantropo Mitrofan Beliaiev à música do jovem Alexander Glazunov. O interesse pela música de Glazunov cresceu rapidamente para o patrocínio, por Beliaiev, de todo um grupo de compositores nacionalistas russos. Em 1884, ele instituiu os Concertos Sinfônicos Russos e estabeleceu anualmente o Prêmio Glinka. No ano seguinte, ele começou sua própria editora, em Leipzig. Ele publicou músicas de Glazunov, Liadov, Rimski-Korsakov e Borodin, às suas próprias custas. Além disso, jovens compositores apelaram pela ajuda de Beliaiev. Beliaiev pediu a Liadov para servir com Glazunov e Rimski-Korsakov em um conselho consultivo para ajudar na escolha desses candidatos. O grupo de compositores que se formou eventualmente ficou conhecido como o Círculo Beliaiev.
Em novembro de 1887, Lyadov conheceu Piotr Ilitch Tchaikovski. Quase sete anos antes, Tchaikovskidera uma opinião negativa à editora Besel sobre um arabesco de piano que Liadov escrevera. Mesmo antes desta visita, porém, a opinião de Tchaikovski sobre Liadov pode ter muda. Ele honrou Liadov com uma cópia da partitura de sua Sinfonia Manfredo. Agora que ele realmente encontrou o homem face a face, o compositor mais jovem se tornou o "querido Liadov". Ele se tornou um visitante freqüente de Liadov e do resto do Círculo Beliaiev, começando no inverno de 1890.

### Anos finais
Ele se casou com uma rica herdeira em 1884, adquirindo por meio de seu casamento uma propriedade rural na propriedade Polinovka, no Uzed Borovichevski, onde passou seus verões compondo sem pressa, e onde morreu em 1914.

## Música

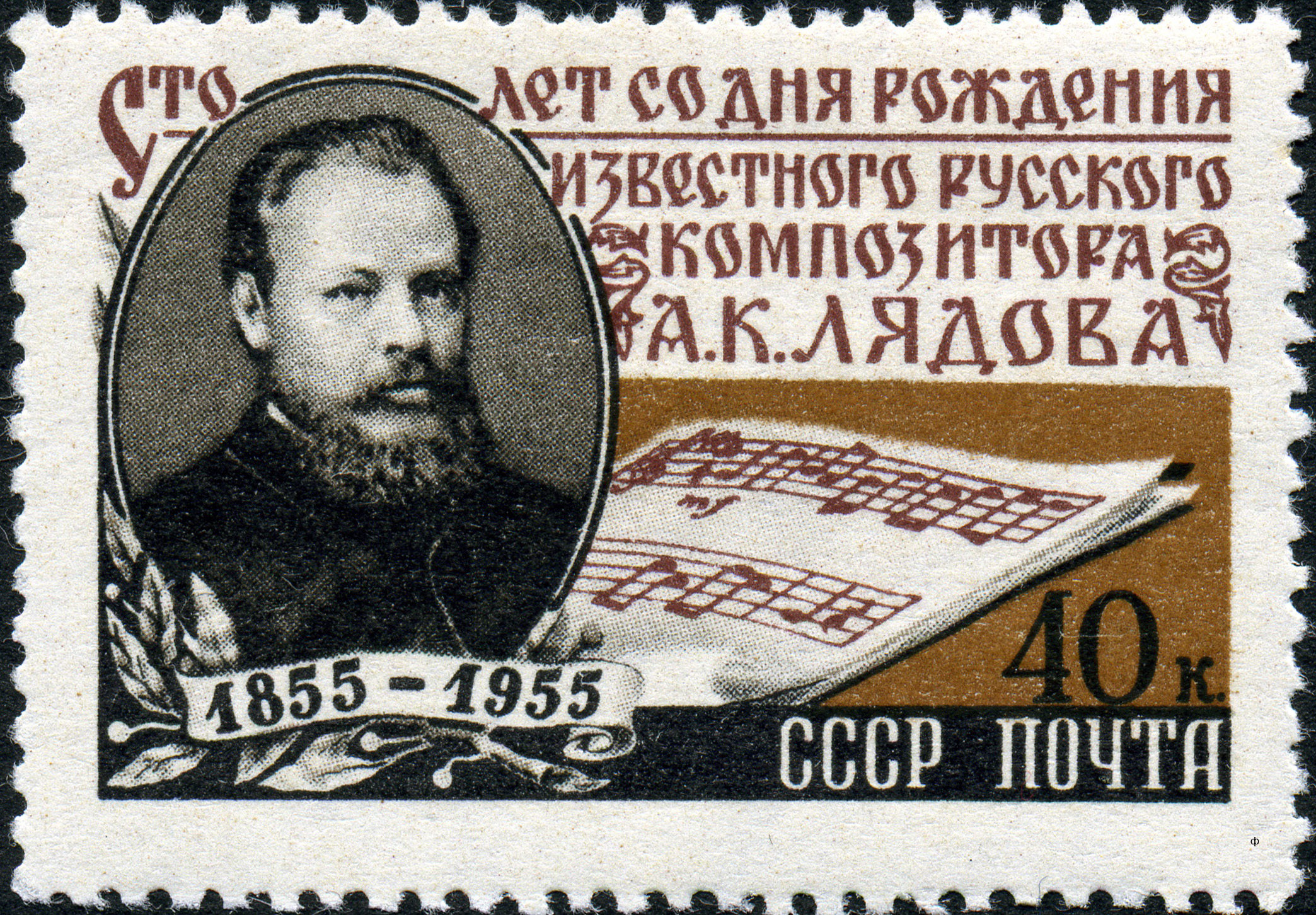
Selo postal da URSS comemorando o centenário de Liadov.

Enquanto a técnica de Liadov era altamente considerada por seus contemporâneos, sua insegurança comprometeu o seu avanço. Suas composições publicadas são relativamente poucas, devido à sua indolência natural e a uma certa falta de confiança autocrítica. Muitos de seus trabalhos são variações ou arranjos de material preexistente (por exemplo, suas Canções Folclóricas Russas, op. 58). Ele compôs um grande número de miniaturas de piano, das quais sua Caixa de Rapé Musical, de 1893, é talvez a mais famosa.
Como muitos de seus contemporâneos, Liadov foi atraído por assuntos intensamente russos. Grande parte de sua música é programática; por exemplo, seus poemas de tom Baba Yaga op. 56, Kikimora Op. 63, O Lago Encantado Op. 62. Esses poemas curtos, provavelmente seus trabalhos mais populares, exibem um talento excepcional para a cor do tom orquestral. Em suas composições posteriores, ele experimentou com uma tonalidade prolongada, como seu contemporâneo mais jovem, Alexander Scriabin.
Liadov nunca completou um trabalho em grande escala. No entanto, muitas de suas miniaturas têm seu lugar no repertório. Em 1905 ele começou a trabalhar em uma nova partitura de balé, mas quando o trabalho não progrediu, ele mudou de marcha para trabalhar em uma ópera. Liadov nunca a terminou, mas partes do trabalho encontraram realização nos poemas curtos Kikimora e O Lago Encontado .

Em 1909, Sergei Diaghilev encarregou Liadov de orquestrar um número para o balé baseado em Les Sylphides, de Chopin, e em 4 de setembro daquele ano escreveu ao compositor pedindo uma nova partitura para a temporada de 1910 de seu Ballets Russes. No entanto, apesar da história muito repetida de que Liadov demorou a compor o trabalho que este acabou sendo concretizado como O Pássaro de Fogo (notoriamente composto por Igor Stravinsky), não há evidências de que Liadov tenha aceitado a encomenda.